# Florisel de Niquea
Florisel de Niquea es un libro de caballerías español del siglo XVI, décimo de la serie de Amadís de Gaula, y en el cual se continúa la acción del Amadís de Grecia.
Fue impreso por primera vez en Valladolid en 1532. Su título completo es La crónica de los muy valientes y esforzados e invencibles caballeros don Florisel de Niquea y el fuerte Anaxartes, hijos del muy excelente príncipe Amadís de Grecia. Fue escrito por el célebre Feliciano de Silva, que previamente había publicado el primer Lisuarte de Grecia (1514) y el Amadís de Grecia (1530).

## División de la obra y supuesto origen
La obra se divide en dos libros, el primero de los cuales tiene sesenta y nueve capítulos y el segundo sesenta y cuatro. De conformidad con el tópico de la falsa traducción, se dice que el texto fue escrito originalmente en griego por Zirfea, reina de Argines, y posteriormente traducido al latín, lengua de la cual supuestamente lo tradujo Silva al español.

## Argumento
En las páginas de la obra se relatan las aventuras de don Florisel de Niquea, hijo de Amadís de Grecia y Niquea, y de sus medios hermanos Anaxartes y Alastraxerea, hijos extramatrimoniales de Amadís de Grecia y de Zahara, reina del Cáucaso, y de otros muchos caballeros y doncellas. Los personajes principales están construidos sobre los modelos amadisianos de Amadís y Galaor, sólo que en esta obra el protagonista principal, don Florisel, es el amante veleidoso e inconstante y Anaxartes, el protagonista secundario, es ejemplarmente fiel.

## Personajes
Florisel de Niquea: Hijo de Amadís de Grecia y Niquea. Es un caballero apasionado y amante de la aventura.
Anaxartes: Hermano de Florisel, conocido por su fidelidad y valentía.
Alastraxerea: Hermana de Anaxartes, valiente y decidiao.
Silvia: Tía de Florisel, quien cree que sus padres son pastores de Alejandría.
Elena: Hija del rey Brimartes de Apolonia, prometida del príncipe Lucidor de Francia.
Arlanda: Princesa de Tracia que engaña a Florisel, llevándolo a una relación de la que nacerá Florarlán.
Lucidor: Príncipe de Francia, prometido de Elena.
Falanges de Astra: Hijo extramatrimonial del rey de Trapobana, que se enamora de Alastraxerea.
Zair de Trapisonda: Hijo de Lisuarte de Grecia y su segunda esposa Abra.
Leonoria: Gemela de Zair.
Segunda Oriana: Hija de Olorius de España y Luciana de Grecia.
Darinel: pastor que acompaña a Florisel en sus aventuras.
Zahara del Cáucaso: reina del CáucasoY madre le Anarxates y Alatraxerea.

### Libro primero
Los gemelos Anaxartes y Alastraxerea, hijos de la reina Zahara del Cáucaso, que creen ser hijos del dios Marte pero cuyo verdadero padre es Amadís de Grecia, son armados caballeros y parten en busca de aventuras. Florisel de Niquea es seducido con engaños por la princesa Arlanda de Tracia, relación de la que nacerá Florarlán. Silvia, que es tía de Florisel pero cree que sus padres son unos pastores de Alejandría, llega a Niquea y encuentra a Alastraxerea, y juntas deciden intentar liberar al príncipe Anastarax, del que Silvia está enamorada y que está encantado en la Torre del Universo. En el camino se unen a un grupo en el que viajan Zair de Trapisonda (hijo de Lisuarte de Grecia y su segunda esposa Abra), su gemela Leonoria y la segunda Oriana, hija de Olorius de España y Luciana de Grecia. Silvia logra desencantar a Anastarax y se descubre que es hija de Lisuarte de Grecia y la difunta Onoloria.
Florisel de Niquea se enamora de Elena, hija del rey Brimartes de Apolonia (Polonia), prometida del príncipe Lucidor de Francia. Florisel logra eludir el acoso de Arlanda fingiendo que es Alastraxerea, a la cual se parece extraordinariamente; Alastraxerea trata de liberarlo fingiendo que ella es Florisel, pero queda presa de Arlanda. Queriendo escapar de allí, Florisel, que se supone que es Alastraxerea, acepta el encargo de defender la Torre del Universo. Arlanda descubre el engaño y ordena a Alastraxerea ir a dar muerte al guardián de la Torre. Sin embargo, antes de su llegada aparece Anaxartes en la Torre y se enfrenta con Florisel, sin conocer sus identidades. Su combate es muy violento y ambos caen a tierra sin sentido, con lo cual se rompe el encantamiento de la Torre y quedan en libertad todos los príncipes que estaban encantados allí, entre los que figuraban Amadís de Gaula, Esplandián, Lisuarte de Grecia y Amadís de Grecia.
Florisel se dirige a Apolonia, para tratar de impedir el matrimonio de Lucidor y Elena. Alastraxerea, todavía bajo la identidad de Florisel, es raptada por don Falanges de Astra, hijo extramatrimonial del rey de Trapobana, que se ha enamorado de ella. Para rescatarla, Florisel se disfraza de Alastraxerea, se hace capturar por Falanges y logra la libertad de su hermana. Falanges perdona el engaño y decide acompañar a Florisel a Apolonia, donde llegan poco antes de Lucidor. Florisel se desposa secretamente con Elena y se fugan con rumbo a Constantinopla, donde se celebran las bodas.

### Libro segundo
El príncipe Lucidor, presa de la ira, jura vengarse de la casa imperial griega y estalla una guerra entre Francia y Grecia. Después de varias batallas y desafíos, el apoyo a Lucidor de las tropas de Breo, rey de Rusia, que hasta entonces era aliado de los griegos, obliga a estos a una retirada, pero después el rey de Rusia decide atacar a los franceses. Los griegos apoyan al ejército de Lucidor y juntos derrotan al traidor.
Concluida la guerra, Amadís de Grecia siente renacer su antiguo amor por la princesa Lucela y se retira a una montaña deshabitada, donde es víctima de un encantamiento. Florisel y otros caballeros en su busca. En el transcurso de esta búsqueda, y para librar de la muerte a don Falanges de Astra, Florisel se ve obligado a desposar, bajo la fingida identidad de Morayzel, a la hermosa Sidonia, reina de la ínsula Guindaya. Sidonia queda encinta de Florisel, pero este la abandona en cuanto le es posible. Sidonia da a luz una hija, Diana, cuya mano ofrece la despechada madre a quien le traiga la cabeza de Florisel. Durante un viaje a Constantinopla, Lucela logra desencantar a Amadís de Grecia.
Al final de la obra, los principales personajes se congregan en Rodas, donde, por intervención de Zirfea, Alquife y Urganda la Desconocida, Amadís de Grecia reconoce como hijos a Anaxartes y Alastraxerea. De nuevo en Constantinopla, se celebran las bodas de Falanges y Alastraxerea, Anaxartes y la segunda Oriana, Florisel y Elena, Anastarax y Silvia y Lucidor y Leonoria.

## Cronología y geografía
La obra presenta la particularidad, muy rara en el género caballeresco, de iniciarse con su ubicación cronológica, ya que según se dice en las primeras líneas del capítulo I del primer libro, la reina Zahara dio a luz a los mellizos Anaxartes y Alastraxerea en mayo del año 115 de nuestra era. De aquí en adelante la obra continua siguiendo una narrativa lineal, si bien cambiando el punto de vista entre los personajes, hasta que se recuenta como algunos personajes llegaron nuevamente a encontrarse con otros. Similar a otros libros de la época la obra maneja un registro constante de la ubicación geográfica donde ocurren los hechos, además de destacar los viajes marítimos.

## Elementos Mágico-maravillosos
La obra del Florisel de Niquea está construida sobre una constante aparición de elementos mágicos-maravillosos. Estos elementos actúan como un fenómeno no cotidiano, pero sí natural de la realidad en la narración; sirven así de base para varias de las aventuras que los personajes encuentran durante la progresión de la historia. Profecías y encantamientos son elementos comunes de la historia que sirven como motor para hacer avanzar la historia, para señalar cuestiones de honor, amor e incluso parentesco.

## Ediciones
Florisel de Niquea fue una obra significativamente popular entre los lectores de los libros de caballerías, ya que tuvo al menos seis reimpresiones: tres en Sevilla (una en 1536 y dos en 1546), una en Lisboa (1566) y dos en Zaragoza (1584 y 1587).

## Traducciones
Florisel de Niquea se tradujo al italiano y se publicó en esa lengua en Venecia en 1551. También fue traducido al francés, pero sus dos libros se publicaron como obras separadas, el primero en 1551 y el segundo en 1552, como libros IX y X del ciclo amadisiano francés. Así dividida, la obra se tradujo al alemán y se publicó como libros IX (1573) y X (1574) del llamado ciclo de Amadís de Francia, y al neerlandés (1596 y 1597).

## Continuaciones
Feliciano de Silva continuó la acción del libro en Rogel de Grecia, que es la tercera parte (o tercer libro) de Florisel de Niquea y se publicó en 1535. Esta obra fue proseguida por Pedro de Luján en Silves de la Selva, publicada en 1546. Silva pasó por alto la obra de Luján y en 1551 publicó una voluminosa Cuarta Parte de Don Florisel de Niquea, que fue la última obra del ciclo amadisiano español, también tratada en dos partes. Mambrino Roseo escribió en italiano una continuación de Silves de la Selva, la Primera parte de Esferamundi de Grecia, publicada por primera vez en Venecia en 1558. 
En 1554 el mismo Mambrino Roseo publicó en italiano otra continuación del Florisel denominada Florarlán de Tracia, en la que se relatan las aventuras de este hijo de don Florisel de Niquea y la princesa Arlanda de Tracia.